# La primera resurrección
La Primera Resurrección es un controvertido relato de terror del escritor español Rubén Serrano, publicado dentro de un libro titulado Antología Z especial Nocte (Dolmen Editorial, 2010. ISBN 978-84-937544-6-4), que ofrece una versión alternativa a la historia de Jesús de Nazaret, situándolo en el contexto de una plaga zombi.
Empleando como base los hechos descritos en el Nuevo Testamento, el autor reinterpreta los sucesos que, supuestamente, desde el punto de vista de la ficción, habrían sido omitidos o transformados por los evangelistas en su momento para no perjudicar la imagen del Mesías
.

## Argumento
La historia comienza con Jesús predicando sus enseñanzas ante sus seguidores. Un Jesús que, al parecer, no sería más que un sencillo orador itinerante, como muchos otros, pero que habría alcanzado fama en la región como curador y exorcista mientras recorría las poblaciones de la región anunciando la llegada del Reino de Dios.

Jesús sabía que la idea de un Dios cercano al hombre, capaz de ofrecer su misericordia a los pecadores, los marginados y los oprimidos, siempre agradaba a sus oyentes. Además, a su fama de sanador de enfermedades y exorcista de demonios se le había sumado la de resucitador de difuntos, lo que provocaba que cada vez hubiese más gente ansiosa por seguirle.

En un ambiente donde la lepra y otras enfermedades forman parte de lo cotidiano, una extraña infección comienza a afectar a las personas, acabando con su vida y reanimándolas posteriormente. Así, alrededor de Jesús comienzan a sucederse resurrecciones, que son interpretadas por sus seguidores como milagros.
Finalmente, el propio Jesús resulta contagiado al ser mordido por su amigo Lázaro de Betania, recién resucitado.

Jesús llegó en muy mal estado a la cruz debido a los castigos padecidos a manos de los auxiliares romanos y los guardias judíos, así como a la flagelación a la que fue sometido, pero también por efecto del extraño virus que Lázaro le contagiara al morderle y que estaba alterando todo su cuerpo.

Así, la supuesta revelación del relato es que el triunfo de Cristo sobre la muerte no habría sido el glorioso episodio que sus fieles difundirían después, sino fruto de un virus capaz de reanimar los cadáveres. Sin embargo, la verdad habría sido silenciada y contada de manera bien distinta a como ocurriera en realidad.

Una vez contenida la amenaza de los resucitados y controlada la situación, la aristocracia sacerdotal y laica de Jerusalén y la autoridad romana acordaron un pacto de silencio para que no quedara constancia de tan escabroso incidente. Un silencio que habría de ser aprovechado por los partidarios de Cristo para difundir su propia versión de lo ocurrido. Para ellos, se trataba de la Primera Resurrección, la resurrección corporal de los Justos tras la muerte del Hijo de Dios. Era una evidencia más de la Gloria del Señor.

## Crítica
Las reacciones no se hicieron esperar. El relato de Rubén Serrano, calificado desde algunos sectores como «una sátira sobre los últimos días de la vida de Jesús, de contenido ofensivo para los católicos», ha sido criticado por presentar una imagen distorsionada de la figura de Jesucristo y negar la intervención divina en su resurrección, convirtiéndolo en un mero zombi.
Al iniciarse la polémica, el autor se disculpó y defendió que se trataba de una historia de ficción sin ánimo de ofender a nadie, mientras que la editorial emitió un comunicado oficial para apoyar al escritor.